# Андрей-Себастьян Корня
Андрей-Себастьян Корня (10 листопада 1999 , Ватра-Дорней, Сучава ) — румунський веслувальник, олімпійський чемпіон 2024 року, чемпіон Європи.

## Виступи на Олімпіадах
| Олімпіада  | Дисципліна   | Місце |
| ---------- | ------------ | ----- |
| Париж 2024 | парні двійки | 1     |

## Зовнішні посилання
- Андрей-Себастьян Корня на сайті World Rowing (англійська)
- Андрей-Себастьян Корня на сайті Olympics.com (англійська)